# Твіндемія
Твіндемія (англ. twindemic) — термін, який використовується під час пандемії COVID-19, для позначення можливості розвитку важкого сезону грипу разом зі збільшенням випадків захворювання на COVID-19 восени та взимку 2020 та 2021 років, тобто поєднання двох пандемій. Наслідком твіндемії може бути поєднання двох різних захворювань у однієї людини одночасно. Термін твіндемія походить від поєднання слів англійською мовою «twin» (близнюк) і «pandemic» пандемія.

## Історія
Цей термін став популярний після статті Яна Гоффмана у серпні 2020 року, що була опублікована у Нью-Йорк таймсі. У статті Гоффман назвав доктора Л. Дж. Тана з Immunization Action Coalition «раннім промоутером» можливості твіндемії. Після публікації статті у Нью-Йорк таймс кілька ЗМІ почали повідомляти про ймовірність твіндемії. Експерти в галузі охорони здоров'я реагували на загрозу можливої твіндемії, заохочуючи більше людей робити щеплення проти грипу.
Твіндемія не відбулася під час сезону грипу наприкінці 2020 року через історичний мінімум випадків сезонного грипу в Сполучених Штатах і в усьому світі. Така низька кількість випадків грипу пояснюється заходами, вжитими для запобігання поширенню COVID-19, включаючи маски для обличчя, соціальне дистанціювання та миття рук.
Експерти в галузі охорони здоров'я висловили побоювання щодо можливої твіндемії восени та взимку 2021 року через послаблення обмежень.

## Флурона
1 січня 2022 року Ізраїль уперше повідомив про випадок флурони, рідкісного поєднання COVID-19 та грипу. У Бразилії виявлено чотири випадки подвійного інфікування, в тому числі у 16-річного чоловіка з Ріо-де-Жанейро. Маючи температуру та нежить, він вирішив зробити тест 29 грудня 2021 року, який показав позитивний результат на два захворювання. Його мати, сумніваючись у результаті, відвела хлопця на обстеження в іншу лабораторію, яка знову підтвердила подвійне інфікування. У Форталезі, штат Сеара, двоє дітей, у тому числі 1-річна дитина, отримали позитивний результат тестування на дві інфекції без ускладнень, а також подвійне інфікування підтвердили у 52-річного чоловіка, який не потребував госпіталізації. У Сан-Паулу Секретаріат охорони здоров'я оголосив, що в штаті було 110 випадків захворювання на флурону в 2021 році.
Також повідомлялося про випадки зараження флуроною в США, на Філіппінах та в Угорщині.